# 帕特尔纳德尔马德拉
帕特尔纳德尔马德拉，是西班牙卡斯蒂利亚-拉曼恰自治区阿尔瓦塞特省的一个市镇。 总面积112km², 总人口524人（2001年），人口密度5人/km²。